# Rio Buda (Bistriţa)
O Rio Buda é um rio da Romênia afluente do Rio Bistriţa, localizado no distrito de Bacău.